# Hennersdorf (Doberlug-Kirchhain)
Hennersdorf (niedersorbisch Hendrichojce) ist ein Ortsteil der Stadt Doberlug-Kirchhain im südbrandenburgischen Landkreis Elbe-Elster.

## Lage
Hennersdorf liegt an der L60 etwa 2 km östlich von Doberlug-Kirchhain in Richtung der Stadt Finsterwalde.

## Geschichte
Der Ortsname leitet sich vom deutschen Personennamen Heinrich ab. Der erste festgehaltene Name war Heinrickesdorp, dann Henrichesdorf (1253) und Heynerßdorf (1468). Das Siegel zeigt eine Henne.

### Eingemeindung
Hennersdorf wurde am 1. Oktober 2001 nach Doberlug-Kirchhain eingemeindet.

### Bevölkerungsentwicklung
| Einwohnerentwicklung von Hennersdorf ab 1875 bis 2011 | Einwohnerentwicklung von Hennersdorf ab 1875 bis 2011 | Einwohnerentwicklung von Hennersdorf ab 1875 bis 2011 | Einwohnerentwicklung von Hennersdorf ab 1875 bis 2011 | Einwohnerentwicklung von Hennersdorf ab 1875 bis 2011 | Einwohnerentwicklung von Hennersdorf ab 1875 bis 2011 | Einwohnerentwicklung von Hennersdorf ab 1875 bis 2011 | Einwohnerentwicklung von Hennersdorf ab 1875 bis 2011 | Einwohnerentwicklung von Hennersdorf ab 1875 bis 2011 | Einwohnerentwicklung von Hennersdorf ab 1875 bis 2011 | Einwohnerentwicklung von Hennersdorf ab 1875 bis 2011 | Einwohnerentwicklung von Hennersdorf ab 1875 bis 2011 | Einwohnerentwicklung von Hennersdorf ab 1875 bis 2011 | Einwohnerentwicklung von Hennersdorf ab 1875 bis 2011 |
| Jahr                                                  | Einwohner                                             |                                                       | Jahr                                                  | Einwohner                                             |                                                       | Jahr                                                  | Einwohner                                             |                                                       | Jahr                                                  | Einwohner                                             |                                                       | Jahr                                                  | Einwohner                                             |
| ----------------------------------------------------- | ----------------------------------------------------- | ----------------------------------------------------- | ----------------------------------------------------- | ----------------------------------------------------- | ----------------------------------------------------- | ----------------------------------------------------- | ----------------------------------------------------- | ----------------------------------------------------- | ----------------------------------------------------- | ----------------------------------------------------- | ----------------------------------------------------- | ----------------------------------------------------- | ----------------------------------------------------- |
| 1875                                                  | 291                                                   |                                                       | 1946                                                  | 507                                                   |                                                       | 1989                                                  | 335                                                   |                                                       | 1995                                                  | 337                                                   |                                                       | 2011                                                  | 345                                                   |
| 1890                                                  | 448                                                   |                                                       | 1950                                                  | 540                                                   |                                                       | 1990                                                  | 333                                                   |                                                       | 1996                                                  | 333                                                   |                                                       |                                                       |                                                       |
| 1910                                                  | 293                                                   |                                                       | 1964                                                  | 443                                                   |                                                       | 1991                                                  | 295                                                   |                                                       | 1997                                                  | 287                                                   |                                                       |                                                       |                                                       |
| 1925                                                  | 335                                                   |                                                       | 1971                                                  | 404                                                   |                                                       | 1992                                                  | 288                                                   |                                                       | 1998                                                  | 310                                                   |                                                       |                                                       |                                                       |
| 1933                                                  | 379                                                   |                                                       | 1981                                                  | 322                                                   |                                                       | 1993                                                  | 293                                                   |                                                       | 1999                                                  | 321                                                   |                                                       |                                                       |                                                       |
| 1939                                                  | 382                                                   |                                                       | 1985                                                  | 308                                                   |                                                       | 1994                                                  | 293                                                   |                                                       | 2000                                                  | 342                                                   |                                                       |                                                       |                                                       |

### Regelmäßige Veranstaltungen
- Osterfeuer
- Dorffest

## Verkehr
Hennersdorf liegt an der Bahnstrecke Halle–Cottbus.